# Corneliusgasse
Die Corneliusgasse in Wien ist ein Straßenzug im 6. Gemeindebezirk Mariahilf.

## Geschichte
Die Gasse entstand um 1867 im Zuge der Parzellierung des Lauswiesengrunds in Gumpendorf.
Die Corneliusgasse wurde 1867 nach Peter von Cornelius (1783–1867), einem deutschen Historienmaler, und seinem Neffen Peter Cornelius (1824–1874), Komponist und Dichter, benannt.
Internationale Aufmerksamkeit erhielt die Gasse, als im August 2024 die drei Wiener Konzerte der US-amerikanischen Musikerin Taylor Swift im Rahmen ihrer The Eras Tour aufgrund eines geplanten terroristischen Anschlags abgesagt wurden.
Viele Fans suchten nach der Absage, etwa um Trost zu finden, die Corneliusgasse auf, da Taylor Swift in ihrem 2019 veröffentlichten Album „Lover“ einen Song mit dem Titel „Cornelia Street“ veröffentlichte. Auf Grund der Namensähnlichkeit mit der besungenen Straße in New York hängten viele Fans ihre Armbänder – Markenzeichen der Swift-Fans – an den Ästen von Bäumen auf. Die Idee, Armbänder an den Baum zu hängen, stammt von lokalen Swift-Fans. Bereits ein paar Wochen vor den Konzerten teilten sie ein Video mit ihrer Idee auf TikTok, das sich schnell im Internet verbreitete. Deshalb entschieden sich Fans nach den Konzertabsagen, in der Corneliusgasse zu feiern. Medien berichteten weltweit von den Zusammentreffen in der Corneliusgasse.

## Beschreibung
Die Corneliusgasse beginnt an der Magdalenenstraße und verläuft 320 Meter in nordwestliche Richtung. Durch die Corneliusstiege ist die Corneliusgasse in nordwestliche Richtung mit der Gumpendorfer Straße verbunden und geht Richtung Nordwesten in die Amerlinggasse über. Auf ungefähr halber Straßenlänge mündet die Kopernikusgasse aus nordöstlicher Richtung in die Corneliusgasse ein.
Die Bebauung besteht großenteils aus strenghistoristischen Zinshäusern aus dem dritten Viertel des 19. Jahrhunderts.

## Verkehr
Die Corneliusgasse ist eine Nebenstraße, die im Bereich zwischen Magdalenenstraße und Kopernikusgasse als Einbahnstraße geführt wird und im Bereich zwischen Kopernikusgasse und Corneliusstiege eine Sackgasse ist. Auf der ganzen Länge besteht eine Geschwindigkeitsbeschränkung auf 30 km/h.

## Bebauung
Alle Gebäude der Corneliusgasse (bis auf Haus Nr. 6) stehen in einer baulichen Schutzzone, die von der Stadt Wien definiert wurde. Die Gebäude in der Corneliusgasse werden von der Schutzzone Gumpendorf umfasst.
Im Gebäude Corneliusgasse 6 (Identanschrift: Kopernikusgasse 15) befindet sich eine Volksschule mit theaterpädagogischem Schwerpunkt.
Die Corneliusstiege ist eine am nördlichen Ende der Corneliusgasse zwischen den Häusern Nr. 10 und 11 eingebaute Straßentreppe, die einen Höhenunterschied von 20 Metern zwischen den Vorstädten Gumpendorf und Magdalenengrund überwindet. Beim Abgang in der Gumpendorfer Straße steht die mit italienischen Smalten belegte abstrakte Kunststeinskulptur „Reine Form“ von Josef Seebacher-Konzut aus dem Jahr 1956.